# Cratere Zola
Zola è un cratere d'impatto presente sulla superficie di Mercurio, a 49,68° di latitudine nord e 178,15° di longitudine ovest. Il suo diametro è pari a 70 km.
Il cratere è stato così battezzato dall'Unione Astronomica Internazionale nel 1979 in onore dello scrittore francese Émile Zola.